# Arenaria sabulinea
Arenaria sabulinea är en nejlikväxtart som beskrevs av August Heinrich Rudolf Grisebach och Edward Fenzl. Arenaria sabulinea ingår i släktet narvar, och familjen nejlikväxter. Inga underarter finns listade i Catalogue of Life.